# زاك هيل
زاك هيل (بالإنجليزية: Zach Hill)‏ هو موسيقي أمريكي، ولد في 28 ديسمبر 1979 في ساكرامنتو في الولايات المتحدة.

## وصلات خارجية
- زاك هيل على موقع ميوزك برينز (الإنجليزية)
- زاك هيل على موقع أول ميوزيك (الإنجليزية)
- زاك هيل على موقع ديسكوغز (الإنجليزية)